# Comuna Novîi Bîkiv, Bobrovîțea
Novîi Bîkiv (în ucraineană Новий Биків) este o comună în raionul Bobrovîțea, regiunea Cernihiv, Ucraina, formată din satele Novîi Bîkiv (reședința) și Starîi Bîkiv.

## Demografie
Componența lingvistică a comunei Novîi Bîkiv
     Ucraineană (97,9%)
     Rusă (1,63%)
     Alte limbi (0,47%)
Conform recensământului din 2001, majoritatea populației comunei Novîi Bîkiv era vorbitoare de ucraineană (97,9%), existând în minoritate și vorbitori de rusă (1,63%).